# 陆雪梅
陆雪梅（1956年—），广西马山人，壮族，中华人民共和国政治人物、第十一届全国人民代表大会广西地区代表。
毕业于北京体育大学运动训练专业。担任广西南宁市体育职业中学羽毛球教练。2008年起担任全国人大代表。